# Meižis
Meižis je potok v západní Litvě, v Žemaitsku, v okrese Tauragė, jde o levý přítok Šešuvisu. Pramení na jihovýchod od vsi Sakalinė v lese Sakalinės miškas, 11,5 km na jihovýchod od krajského města Tauragė. Klikatí se v celkovém směru západoseverozápadním. Do Šešuvisu se vlévá u vsi Meškai, jako jeho levý přítok 10 km před jeho ústím do Jūry. Potok nemá významné přítoky.